# Modiola
Modiola és un gènere de plantes amb flors dins la família malvàcia. Conta de 13 espècies. Al País Valencià es troba l'espècie Modiola caroliniana neotropical, naturalitzada al SW d'Europa.

## Taxonomia
| - Modiola caroliniana - Modiola decumbens - Modiola erecta - Modiola eriocarpa - Modiola fissistipula - Modiola geranioides - Modiola lateritia | - Modiola macropodia - Modiola malvifolia - Modiola multifida - Modiola prostrata - Modiola reptans - Modiola urticifolia |